# Yapı Merkezi

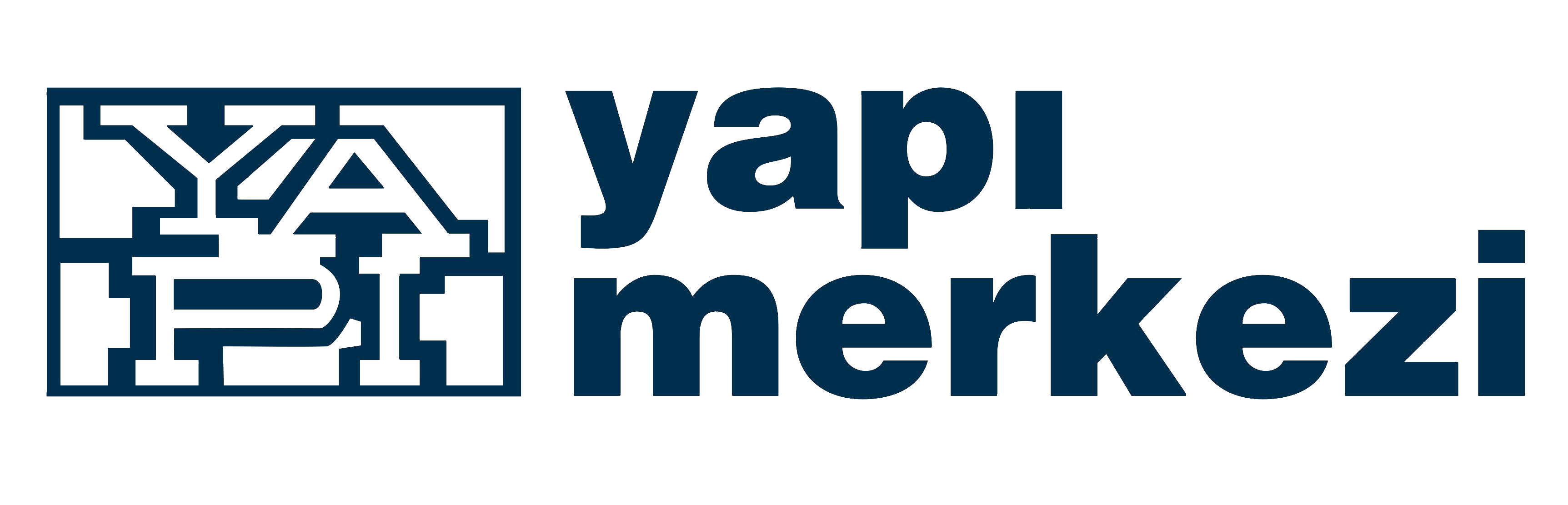
Firmenlogo

Die Yapı Merkezi Holding A.Ş. ist die Dachgesellschaft der Unternehmen der türkischen Yapı Merkezi Group mit Sitz in Istanbul. Zu diesem 1998 gegründeten Baukonzern gehören eine Reihe von Tochterunternehmen im In- und Ausland.
Das Unternehmen ist in folgenden Geschäftsfeldern tätig:
- Generalunternehmerschaft
- Eisenbahnbau
- GFK-Rohre (Herstellung)
- Spannbeton-Bauten
- Immobilienentwicklung
- Forschung und Entwicklung

Unter anderem wurden oder werden folgende Bauwerke durch Yapı Merkezi errichtet:
- Novartis-Werk, Kurtköy
- Betriebshof der Straßenbahn Casablanca
- Stadtbahn Bursa
- Bahnstrecke Awash–Hara Gebeya
- Eurasien-Tunnel (Konsortium mit südkoreanischer Firma)
- Bahnstrecke  Dar es Salaam – Morogoro[1]
- Wiederaufbau Brücke von Mostar (1. Bauabschnitt)[2]

Das Tochterunternehmen Yapı Merkezi İnşaat ve Sanayi A.Ş. (englisch Yapı Merkezi Construction) ist regelmäßig unter den ersten 100 Plätzen auf der Top 250 International Contractors-Liste der Zeitschrift Engineering News-Record.